# João Morais
João Pedro Morais  (Cascaes, Portugal, 6 de marzo de 1935-Vila do Conde, Portugal, 27 de abril de 2010) fue un futbolista portugués que jugaba como defensa o centrocampista.
Fue autor del gol que le dio al Sporting de Lisboa la Recopa de Europa en 1964, único título internacional en la historia del club.

## Fallecimiento
Murió de cáncer el 27 de abril de 2010, a la edad de 75 años.

## Selección nacional
Fue internacional con la selección de fútbol de Portugal en 9 ocasiones. Formó parte de la selección portuguesa que obtuvo el tercer lugar en la Copa Mundial de 1966. En dicha Copa del Mundo, pasó a la historia por ser el jugador al que le atribuyeron la lesión que sufrió el brasileño Pelé, tras una fuerte entrada en el partido de fase de grupos que los portugueses vencieron a Brasil por 3-1.

### Participaciones en Copas del Mundo
| Mundial                        | Sede       | Resultado    | Partidos | Goles |
| ------------------------------ | ---------- | ------------ | -------- | ----- |
| Copa Mundial de Fútbol de 1966 | Inglaterra | Tercer lugar | 3        | 0     |

## Clubes
| Club                 | País     | Año       |
| -------------------- | -------- | --------- |
| Caldas SC            | Portugal | 1954-1956 |
| SCU Torreense        | Portugal | 1956-1958 |
| Sporting CP          | Portugal | 1958-1969 |
| Rio Ave FC           | Portugal | 1970-1972 |
| FC Paços de Ferreira | Portugal | 1972-1973 |

## Palmarés

### Campeonatos nacionales
| Título           | Club        | País     | Año  |
| ---------------- | ----------- | -------- | ---- |
| Primeira Divisão | Sporting CP | Portugal | 1962 |
| Copa de Portugal | Sporting CP | Portugal | 1963 |
| Primeira Divisão | Sporting CP | Portugal | 1966 |

### Copas internacionales
| Título           | Club        | Sede              | Año  |
| ---------------- | ----------- | ----------------- | ---- |
| Recopa de Europa | Sporting CP | Amberes (Bélgica) | 1964 |

## Condecoraciones
| Distinción                                           | Año  |
| ---------------------------------------------------- | ---- |
| Medalla de Plata de la Orden del Infante Don Enrique | 1966 |